# Świętajno (gemeente in powiat Szczycieński)
De gemeente Świętajno is een landgemeente in het Poolse woiwodschap Ermland-Mazurië, in powiat Szczycieński.
De zetel van de gemeente is in Świętajno.
Op 30 juni 2004 telde de gemeente 5903 inwoners.

## Oppervlakte gegevens
In 2002 bedroeg de totale oppervlakte van gemeente Świętajno 279,78 km², waarvan:
- agrarisch gebied: 27%
- bossen: 63%

De gemeente beslaat 14,47% van de totale oppervlakte van de powiat.

## Demografie
Stand op 30 juni 2004:
| Omschrijving                   | Totaal | Totaal | Vrouwen | Vrouwen | Mannen | Mannen |
| ------------------------------ | ------ | ------ | ------- | ------- | ------ | ------ |
| eenheid                        | aantal | %      | aantal  | %       | aantal | %      |
| inwoners                       | 5903   | 100    | 2923    | 49,5    | 2980   | 50,5   |
| bevolkingsdichtheid (inw./km²) | 21,1   | 21,1   | 10,4    | 10,4    | 10,7   | 10,7   |

In 2002 bedroeg het gemiddelde inkomen per inwoner 1323,52 zł.

## Administratieve plaatsen (sołectwo)
Biały Grunt, Chochół, Długi Borek, Jerominy, Jerutki, Jeruty, Koczek, Kolonia, Konrady, Nowe Czajki-Cis, Piasutno, Spychowo, Stare Czajki, Świętajno, Zielone.

## Overige plaatsen
Brzózki, Bystrz, Chajdyce, Kierwik, Łąck Mały, Łąck Wielki, Myszadło, Niedźwiedzica, Połom, Powałczyn, Racibórz, Spychowski Piec, Spychówko, Szklarnia.

## Aangrenzende gemeenten
Dźwierzuty, Piecki, Rozogi, Ruciane-Nida, Szczytno